# Bruinwangboszanger
De bruinwangboszanger (Phylloscopus laetus) is een zangvogel uit de familie Phylloscopidae.

## Verspreiding en leefgebied
Deze soort komt voor in Burundi, Congo, Rwanda en Oeganda en telt 2 ondersoorten:
- P. l. schoutedeni: Mount Kabobo in oostelijk Congo-Kinshasa.
- P. l. laetus: noordoostelijk en oostelijk Congo-Kinshasa, Oeganda, Rwanda en Burundi.